# Disciseda
Disciseda es un género de hongos gasteroides (Gasteromycetes) anteriormente catalogados dentro de Lycoperdaceae pero actualmente dentro del orden Agaricales y familia Agaricaceae. Son hongos angiocárpicos, de basidioma globoso, lenticular, aplastado, cuyo desarrollo es semi-hipógeo. Poseen exoperidio que sólo permanece en la parte superior en la madurez, mientras que en la parte inferior tienen un cordón miceliar que se rompe durante el desarrollo y da origen a la boca u ostíolo de manera irregular.
Mediante técnicas taxonómicas clásicas, la única característica que separa a las especies es el tamaño y ornamentación esporal.
Son exclusivas de zonas áridas y semiáridas, y se aceptan unas 17 especies. 
- Disciseda  en Index Fungorum (en inglés).

## Especies
- Disciseda andina
- Disciseda bovista
- Disciseda candida
- Disciseda collabescens
- Disciseda errurraga
- Disciseda hyalothrix
- Disciseda kaloola
- Disciseda kiata
- Disciseda levispora
- Disciseda luteola
- Disciseda minima
- Disciseda muntacola
- Disciseda nigra
- Disciseda ochrochalcea
- Disciseda singeri
- Disciseda stuckertii
- Disciseda verrucosa